# Was frag ich nach der Welt
Was frag ich nach der Welt (Que puis-je attendre du monde ?), (BWV 94), est une cantate religieuse de Johann Sebastian Bach composée à Leipzig en 1724.

## Histoire et livret
Bach écrivit cette cantate à l'occasion du neuvième dimanche après la Trinité et l'inaugura le 6 août 1724. Pour cette destination liturgique, deux autres cantates ont franchi le seuil de la postérité : les BWV 105 et 168. Il s'agit d'une cantate chorale du deuxième cycle annuel de cantates à Leipzig. Elle est fondée sur le choral en huit strophes du poète Balthasar Kindermann (1664). Un poète inconnu a transformé le choral en un texte pour cantate, conservant les strophes 1, 3, 5, 7 et 8, développant les 3e et 5e en y insérant des récitatifs et réécrivant les strophes 2, 4 et 6 en arias.
Les lectures prescrites pour le dimanche étaient tirées de Rom., 1 Cor. 10: 6,–13, un avertissement contre les faux dieux et la consolation dans la tentation et de Luc. 16: 1,–9, la parabole du serviteur infidèle. Les paroles de la cantate n'ont qu'une relation indirecte avec les lectures du jour, se référant à la parole de l'Évangile, « die Kinder dieser Welt sind klüger als die Kinder des Lichts ». Le poète exprime le contraste entre le monde des mortels et le monde de Jésus, contraste qui est le sujet de la cantate.

## Structure et instrumentation
La cantate est écrite pour flûte traversière, deux hautbois, deux violons, alto, orgue et basse continue avec quatre voix solistes (soprano, alto, ténor, basse) et chœur à quatre voix.
Il y a huit mouvements :
1. chœur (flûte concertante) : Was frag ich nach der Welt
2. aria (basse) : Die Welt ist wie ein Rauch und Schatten
3. choral et récitatif (ténor, hautbois) : Die Welt sucht Ehr und Ruhm
4. aria (alto, flûte) : Betörte Welt, betörte Welt!
5. chorale et récitatif (basse) : Die Welt bekümmert sich
6. aria (ténor, cordes) : Die Welt kann ihre Lust und Freud
7. aria (soprano, hautbois) : Es halt es mit der blinden Welt
8. choral : Was frag ich nach der Welt![1]

## Musique
Le chœur d'ouverture est dominé par la flûte traversière concertante en figurations semblables à des réminiscences d'un concerto pour flûte. Bach écrivit de la musique virtuose pour flûte ici, pour la première fois dans une cantate de Leipzig. Probablement un excellent flûtiste devait-il être disponible alors,. Bach semble d'ailleurs avoir encore écrit pour lui dans la cantate Herr Christ, der einge Gottessohn, BWV 96. Deux thèmes de la ritournelle d'ouverture en douze mesures, l'un pour la flûte, l'autre pour les cordes et les hautbois, sont dérivés de la mélodie du choral O Gott, du frommer Gott (1648). Le cantus firmus est chanté par la soprano. La musique joyeuse et vivante (en ré majeur) semble représenter le « monde » plutôt que sa négation.
Dans l'aria de basse avec continuo qui compare le monde avec « Rauch und Schatten » (la fumée et les ombres), des motifs en cascade illustrent le crime, la chute et la rupture, alors que de longues notes tenues évoquent la stabilité (« besteht »).
Dans le troisième mouvement, le ténor chante le choral en riches ornementations, l'accompagnement des deux hautbois et du continuo est semblable au Er ist auf Erden kommen arm du septième mouvement de la première partie de l'Oratorio de Noël.
L'aria pour alto qui suit et dans laquelle le monde apparaît comme « Betrug und falscher Schein » (fraude et faux-semblants), est à nouveau dominée par la flûte. Les arias pour ténor et soprano sont écrits en rythme dansants, pastorale et bourrée, et décrivent elles aussi le monde plutôt que son dégoût. La cantate se conclut par les deux derniers versets disposés en quatre parties.

## Source
- (en) Cet article est partiellement ou en totalité issu de l’article de Wikipédia en anglais intitulé « Was frag ich nach der Welt, BWV 94 » (voir la liste des auteurs).